# Гурлитт, Корнелиус (коллекционер)
Корне́лиус Гу́рлитт (нем. Cornelius Gurlitt; 28 декабря 1932, Гамбург — 6 мая 2014, Мюнхен) — немецкий коллекционер произведений искусства, обладатель подпольной коллекции так называемого «дегенеративного искусства», происхождение которой связано с нацистскими конфискациями. Информация о коллекции получила известность осенью 2013 года.

## Семья
Корнелиус был представителем видной немецкой интеллектуальной семьи: его дед-тёзка написал около ста книг по истории искусства, а двоюродный прадед-тёзка был композитором. В его родне были коллекционер Вольфганг Гурлитт, и композитор Манфред Гурлитт.
Но гораздо важнее для его судьбы оказался тот факт, что его отец Хильдебранд Гурлитт был коллекционером, с 1920-х годов собиравшим работы  художников-модернистов, чьё искусство в Третьем рейхе было признано «дегенеративным». Имея еврейскую кровь, его отец при Гитлере был поражён в правах, тем не менее министр пропаганды Геббельс использовал его в качестве посредника при продаже произведений искусства за границу, причём он был одним из четырёх торговцев, через которых шли продажи произведений модернистского искусства, конфискованного из немецких музеев, и участвовал в формировании коллекции Музея фюрера в Линце.
«После войны Хильдебранд Гурлитт сумел убедить союзников, что его коллекция погибла при бомбежке в Дрездене и что сам он подвергался гонениям со стороны нацистов». «Американское спецподразделение Monuments Men, помогавшее в годы войны разыскивать и возвращать похищенные нацистами произведения искусства, вступало в контакт с Хильдебрандом Гурлиттом. В ходе поисков к ним в руки попало свыше ста произведений, владельцем которых числился Хильдебранд Гурлитт; он убедил их, что является полноправным собственником, и картины были ему возвращены. Теперь же установлено, что как минимум восемь из них были конфискованы нацистами». «Коллекционер погиб в автокатастрофе в 1956 году. Хранившаяся в тайне коллекция перешла к его супруге, а после её смерти — к сыну Корнелиусу».

## Скандал
Эти произведения, возможно, были похищены нацистами, затем возвращены отцу Гурлитта, унаследованы и спрятаны его сыном. «Годами он чах над ней как царь Кощей, изредка продавая отдельные работы, чтобы обеспечить своё существование. На этом он, по всей видимости, и попался. В конце 2010 года во время рядовой проверки в поезде, следовавшем из Швейцарии в Мюнхен, у Корнелиуса Гурлитта была обнаружена допустимая законом, но слишком большая сумма наличных. Есть версия, что это были деньги, вырученные от продажи одной из его картин бернской Galerie Kornfeld. Хозяева галереи, впрочем, отрицают эту сделку. После проверки в поезде власти заподозрили Гурлитта в уклонении от уплаты налогов и в 2011 году, получив ордер на обыск его квартиры, обнаружили его тайную коллекцию».

«Итак, в сентябре 2010 г. во время стандартного таможенного осмотра пассажиров поезда, следовавшего из Швейцарии в Мюнхен, внимание чиновников привлек один 80-летний дедушка. После осмотра у дедушки обнаружили конверт с 9000 евро наличными. Что всего лишь на 1000 евро больше суммы, которую необходимо декларировать. В общем, дедушка немного прокололся. Въедливые немецкие чиновники от дедушки не отстали, напротив — взяли его в оборот по полной программе. Так вот, когда дедушку начали трясти, оказалось, что это уникальный дедушка. Во-первых, в немецкой налоговой о дедушке нет никакой информации. Во-вторых, дедушка дожил до старости, но не имел никаких легальных источников дохода. В-третьих, у дедушки даже не было медицинской страховки. В-четвёртых, о нём ничего не знали социальные службы. Фактически в официозной Матрице дедушка не существовал. Что несказанно озадачило и расстроило следователей».

### Коллекция

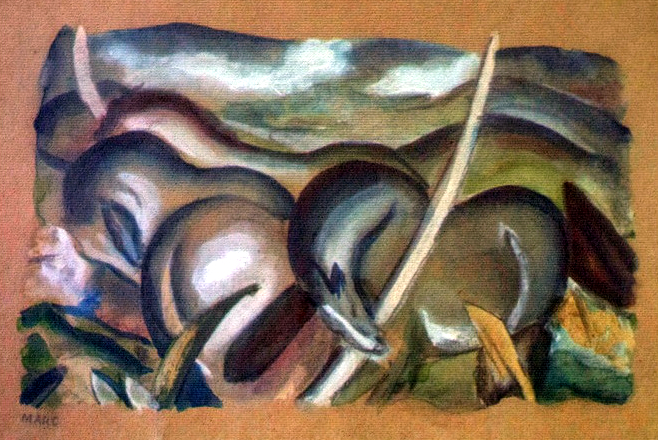
Одна из найденных картин. Художник — Франц Марк

Весной 2012 года немецкие таможенники получили ордер на обыск квартиры Гурлитта в мюнхенском районе Швабинг. Ими было обнаружено 1406 произведений, чья стоимость может составить 1 млрд евро — в том числе работы Пабло Пикассо, Анри Матисса, Марка Шагала, Эмиля Нольде, Франца Марка, Макса Бекмана, Пауля Клее, Оскара Кокошки, Эрнста Людвига Кирхнера, Макса Либермана, Альбрехта Дюрера и других. Об этой находке стало известно СМИ только 3 ноября 2013 года. Всего в Мюнхене было найдено 121 обрамленная работа и 1258 произведений без рамы.
Гурлитт-младший, очевидно, неоднократно продавал картины из собрания семьи. Последнюю продажу он совершил осенью 2011 года — уже после того, как таможенники обыскали его в поезде. Через кёльнский аукцион Lempertz Гурлитт продал за 864 тыс. евро картину «Укротитель львов» Макса Бекманна. По заявлению представителя аукциона Карла-Закса Феддерсена, тогда у него не возникло никаких сомнений в легальности происхождения картины. «Кроме того, например, деньги, полученные за последнюю продажу в Кёльне акварели Макса Бекмана „Укротитель львов“, Гурлитт разделил с наследниками художника. Получается, у него была весьма продуманная схема».
В связи с находкой возникают вопросы — наследники жертв Холокоста требуют публикации работ, а также возмущаются, что власти Баварии так долго скрывали находку. «Самый актуальный на сегодняшний день вопрос — какие из работ происходят из бывших государственных коллекций немецких музеев (по закону музеи, увы, не могут требовать возвращения своих довоенных экспонатов), а какие принадлежали частным лицам (эти работы попадают под закон о реституции)». Указывают, что 315 из них выставлялись на легендарной выставке дегенеративного искусства в 1937 году. По сообщениям таможенников, они происходили «исключительно из государственных и городских музеев или музеев федеральных земель Германии», которые ныне не могут на них претендовать. Они были изъяты нацистами из музеев Германии как произведения «дегенеративного искусства», и Хильдебранд Гурлитт в 1940 году за 4000 швейцарских франков выкупил у министерства пропаганды нацистской Германии 200 таких работ, а в 1941 году — ещё 115 работ. Эта сделка по современным законам Германии является законной, так что к этой части коллекции претензий нет.
Пока что известно, что среди работ, к примеру, есть «Женский портрет» Анри Матисса, некогда принадлежавший еврейскому коллекционеру Полю Розенбергу. Баварские власти на пресс-конференции заявили о том, что пока что не собираются вывешивать все изображения работ в Интернете, чтобы избежать ложных реституционных исков.
Затем был опубликован первый список найденных работ, куда было включено 25 названий. Указывают, что «полиция обнаружила бухгалтерские книги его отца. Они содержали в том числе и имена еврейских коллекционеров, у которых Хильдебранд Гурлитт выкупал произведения искусства. Чаще всего, за бесценок. К примеру, почти 200 картин „с высокой вероятностью“ принадлежали еврейскому коллекционеру из Дрездена. Он был вынужден продать их по бросовым ценам, спасаясь от нацистского террора. Наследники коллекционера уже потребовали вернуть им эти работы. Вероятно ещё 13 картин также были проданы их владельцами под давлением нацистов». «По данным прокуратуры, около 970 из 1400 работ коллекции требуют экспертного изучения. 380 из них попадают в категорию произведений искусства, которые нацисты заклеймили как „дегенеративное“. В отношении 590 работ предстоит выяснить, было ли преследование во времена национал-социализма причиной, по которой они были изъяты у их правомочных владельцев».

«Правда, само по себе владение картинами, которые в своё время украли нацисты, сегодня уже не преступление. С чисто юридической точки зрения срок давности претензий бывших владельцев на своё имущество истек в 1975 году. Хотя в 1998 году Германия и ещё 43 государства подписали так называемые Вашингтонские принципы, по которым обязывались возвращать бывшим владельцам незаконно изъятые у них картины и после истечения срока давности, данное обязательство касается только работ, находящихся в государственных коллекциях, и не затрагивает частные собрания. Таким образом, можно предположить, что формально на протяжении последних сорока лет Корнелиус Гурлитт ничего не нарушал, и если ему и можно предъявить какие-то обвинения, то скорее лишь в уклонении от уплаты налогов»

По информации на 13 ноября 2013 среди уже обследованных работ обнаружилось более 590 картин, вероятно, принадлежавших жертвам Холокоста.
Германское правительство заявило, что учредит специальный следственный отдел, который будет заниматься расследованием происхождения найденных картин.
В декабре стало известным, что полотно «Аллегорическая сцена» Марка Шагала было признано украденным нацистами у еврейской семьи Блюмштейн.

### Другие тайники
- В ноябре 2013 стало известно, что мюнхенская полиция обнаружила второй тайник Гурлитта — коллекция из 22 полотен известных художников хранилась у сообщившего об этом вдового зятя Гурлитта в баденском городке Корнвестайме в 250 километрах от Мюнхена[15][16].
- В феврале 2014 года Гурлитт сам выдал ещё 60 картин, хранившихся в Зальцбурге (Австрия)[17]. В марте оказалось, что там их более 240[18].

### Загадочная личность
Семья коллекционера не знала об этих работах, всю свою жизнь он прожил как отшельник и не пускал в дом даже ближайшую родню.
Место нахождения 80-летнего Гурлитта во время раскрытия этого секрета осенью 2013 года остается тайной. Сообщалось, что он был арестован, однако этому нет подтверждений. Журналисты издания Paris Match считают, что он остался в Мюнхене и проживает по своему прежнему адресу. Журнал Der Spiegel заявил, что получил письмо, написанное Гурлиттом, где он просил не упоминать его имя в статьях.
По словам Эккехарта Гурлитта — кузена коллекционера, Корнелиус неоднократно говорил, что знает, где находится Янтарная комната.

По описаниям Эккехарта, Корнелиус чрезвычайно замкнутый и странный человек. «Маленький серый человек, всегда одетый с иголочки, как английский джентльмен, но ум у него был не в порядке», — вспоминал Эккехарт.

Наконец, коллекционер дал интервью Der Spiegel, где сказал, что не собирается отдавать свою коллекцию государству в обмен на обещанную ему налоговую амнистию.

### Разрешение конфликта
В феврале 2014 года Гурлитт завел официальный сайт, где изложил свою позицию: «В первом опубликованном на сайте заявлении сказано, что Корнелиус Гурлитт считает своим долгом хранить коллекцию, доставшуюся ему по наследству от его отца; однако он готов взять на себя „историческую ответственность“ и обсудить условия возвращения работ их законным владельцам. После того, как прокуратура Аугсбурга и таможенные органы вернут ему всю коллекцию целиком, он будет готов начать переговоры с теми наследниками еврейских коллекционеров, которые, по его мнению, действительно могут претендовать на получение картин».
В апреле 2014 года СМИ опубликовали информацию, что Гурлитт договорился с правительством Германии о будущем картин и рисунков. «81-летний коллекционер-затворник сообщил, что будет сотрудничать с властями в деле расследования происхождения работ в его коллекции. Произведения, которые были украдены нацистами у прежних владельцев, будут возвращены им или их наследникам. А работы, чей провенанс не вызовет сомнений, должны быть возвращены Гурлитту в течение года». Вскоре после этого правительство объявило, что картины вернут, статус «конфискованного имущества» был с картин снят после того, как прокуратура рассмотрела все правовые аспекты дела. Хотя в момент конфискации правоохранители и были уверены, что поступают правильно
6 мая 2014 года Гурлитт скончался. Согласно его завещанию, коллекцию получит Бернский художественный музей.
В ноябре 2014 года Бернский музей согласился принять наследие с той оговоркой, что это будут «лишь те полотна, которые попали в коллекцию Гурлитта законным путём. В случае установления первоначальных владельцев картин они будут переданы их законным наследникам. Пока же, до выяснения всех обстоятельств происхождения „мюнхенского клада“, картины останутся в Германии. До сих пор расследование истории каждой картины финансировалось частными лицами из Швейцарии, теперь же — согласно заключенному соглашению — все расходы берет на себя правительство Германии».
Тем временем в суд Мюнхена поступил иск от кузины Гурлитта — 86-летней Уты Вернер, которая пытается оспорить завещание, ссылаясь на его невменяемость в момент составления документа.